# Mai più la guerraǃ (Paolo VI)

Papa Paolo VI (1897-1978)

«Mai più la guerra!» è il passo principale del discorso pronunciato in francese da Papa Paolo VI il 4 ottobre 1965, in occasione del ventennale della fondazione delle Nazioni Unite ed in coincidenza con il giorno di San Francesco d’Assisi. Con questo discorso il pontefice chiese ai rappresentanti di 116 nazioni presenti al Palazzo di vetro di New York di porre fine ad ogni guerra ed a ogni inutile spargimento di sangue.

## Presupposti
Dopo una breve stagione che lasciava sperare a un futuro di pace, erano venuti meno o erano stati rimossi i grandi protagonisti della distensione tra i popoli: Papa Giovanni XXIII, John F. Kennedy e Nikita Chruščëv. Nel frattempo era ripresa la Guerra fredda e gli Stati Uniti si erano direttamente impegnati nella guerra del Vietnam. Altri conflitti minori, come la rivolta dei mercenari in Congo avevano investito il pianeta. 
Il Papa, impegnato nella conclusione del Concilio Vaticano II, avviato dal suo predecessore Giovanni XXIII, volle ribadire la scelta di pace della Chiesa cattolica e dello Stato della Città del Vaticano, pur non rappresentato all’ONU, anche con gli strumenti della diplomazia e della comunicazione. Scelse quindi di appoggiare gli sforzi dell’Onu di trasformare l’istituzione internazionale in uno strumento di pace, ribadendo la necessità di processi multilaterali - affidati a iniziative e strumenti di dialogo e confronto - nella soluzione dei problemi tra i popoli
.

## Passi principali del discorso

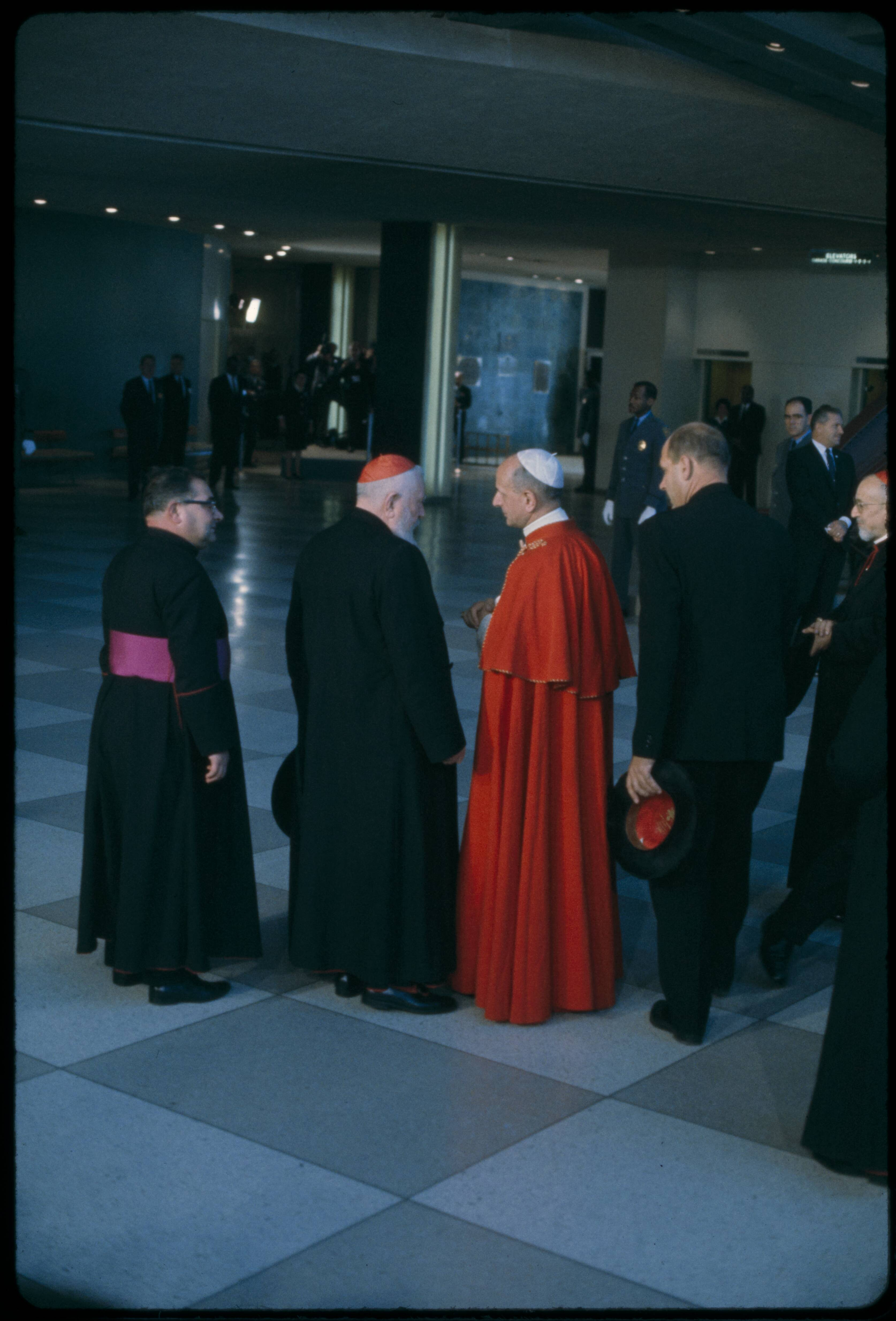
Fotografia di Paolo VI dopo il suo arrivo nel Palazzo di vetro a New York

Paolo VI compì un viaggio rapidissimo. Dopo aver visitato la  cattedrale di San Patrizio pranzò col cardinale Francis Joseph Spellman e poi entrò nel palazzo di vetro per pronunciare il suo discorso. Infine celebrò la messa nello Yankee Stadium e ripartì. La mattina dopo, alle 13:00 era già a Roma .
Il Papa inizia il suo discorso all'Assemblea generale con i saluti, anche a nome dei cardinali che lo hanno accompagnato e di tutti i componenti del Concilio Ecumenico Vaticano II. Prosegue presentando la Chiesa come messaggera di pace. Definisce inoltre il suo discorso come l’epilogo di un percorso di colloquio della Chiesa con il mondo intero, durato venti secoli di storia. 

Il Papa prosegue sottolineando la formula di convivenza offerta dalle Nazioni Unite al pluralismo degli Stati e il grande principio, sancito dall’ONU, che i rapporti fra i popoli devono essere regolati dalla ragione, dalla giustizia, dal diritto, dalla trattativa, non dalla forza, dalla violenza, dalla guerra e nemmeno dalla paura e dall’inganno
Nel congratularsi per la grande estensione dell’Assemblea, il papa non può non evidenziarne l’incompletezza. Nel 1964 infatti ne era uscita l'Indonesia di Sukarno, la Cina vi era rappresentata dalla sola Taiwan poiché   continuava a negarsi l'ammissione della Repubblica Popolare Cinese e la Svizzera aveva scelto di non aderire.

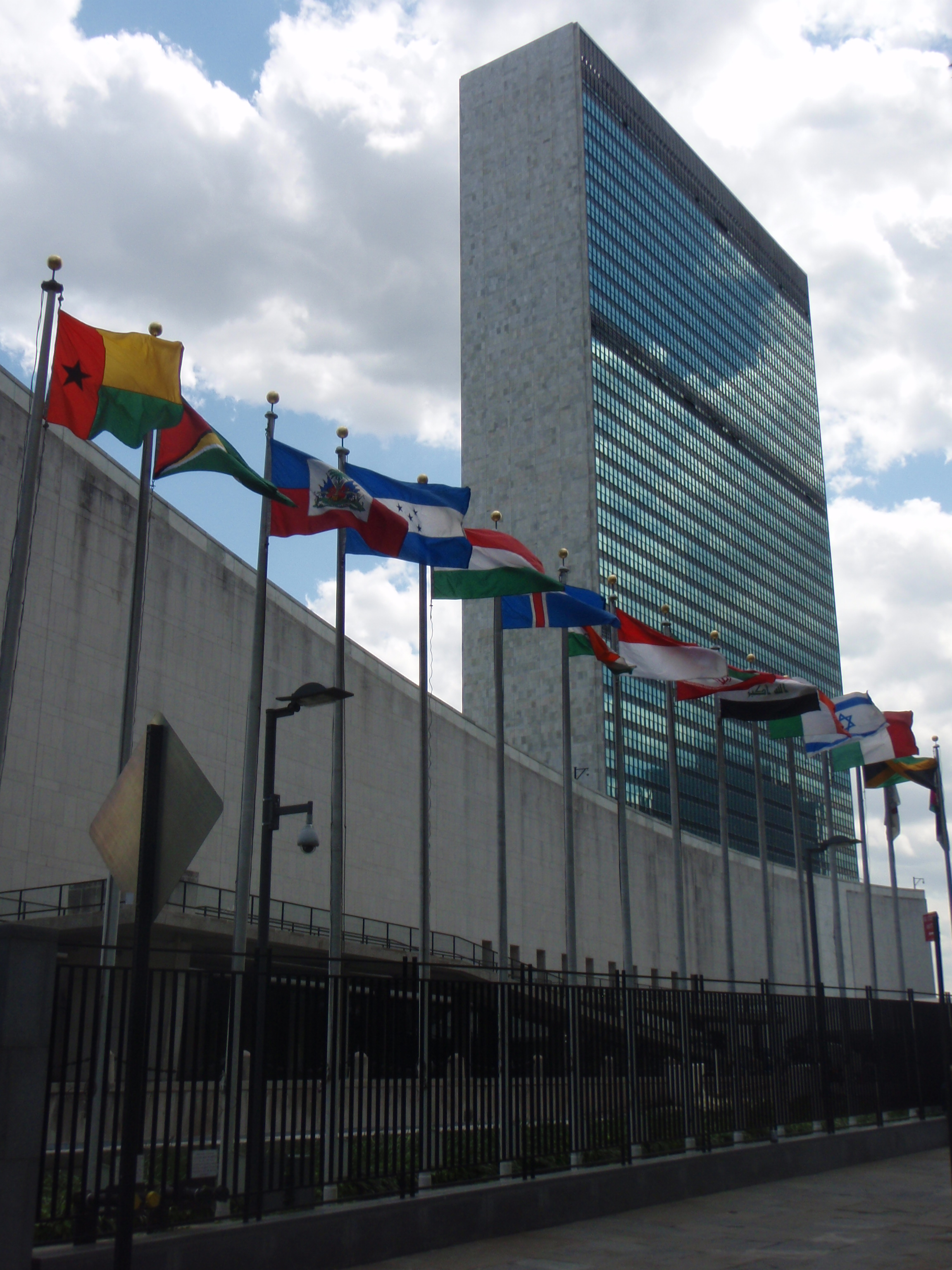
Una vista del Palazzo di vetro dell’ONU a New York

Poi, richiamando le parole di John F. Kennedy, l'appello per la pace.
Pace, ma nella fratellanza e non in base a mera "coesistenza pacifica".
Il Papa non tralascia di affrontare argomenti che non possono che affiancare l’esigenza di pace universale: libertà per tutti, compresa la libertà religiosa, rispetto per la vita, anche per quanto riguarda il problema della natalità.
Paolo VI conclude il suo intervento affermando che la moderna civiltà deve basarsi su principi spirituali e sulla fede in Dio.

## Reazioni e conseguenze

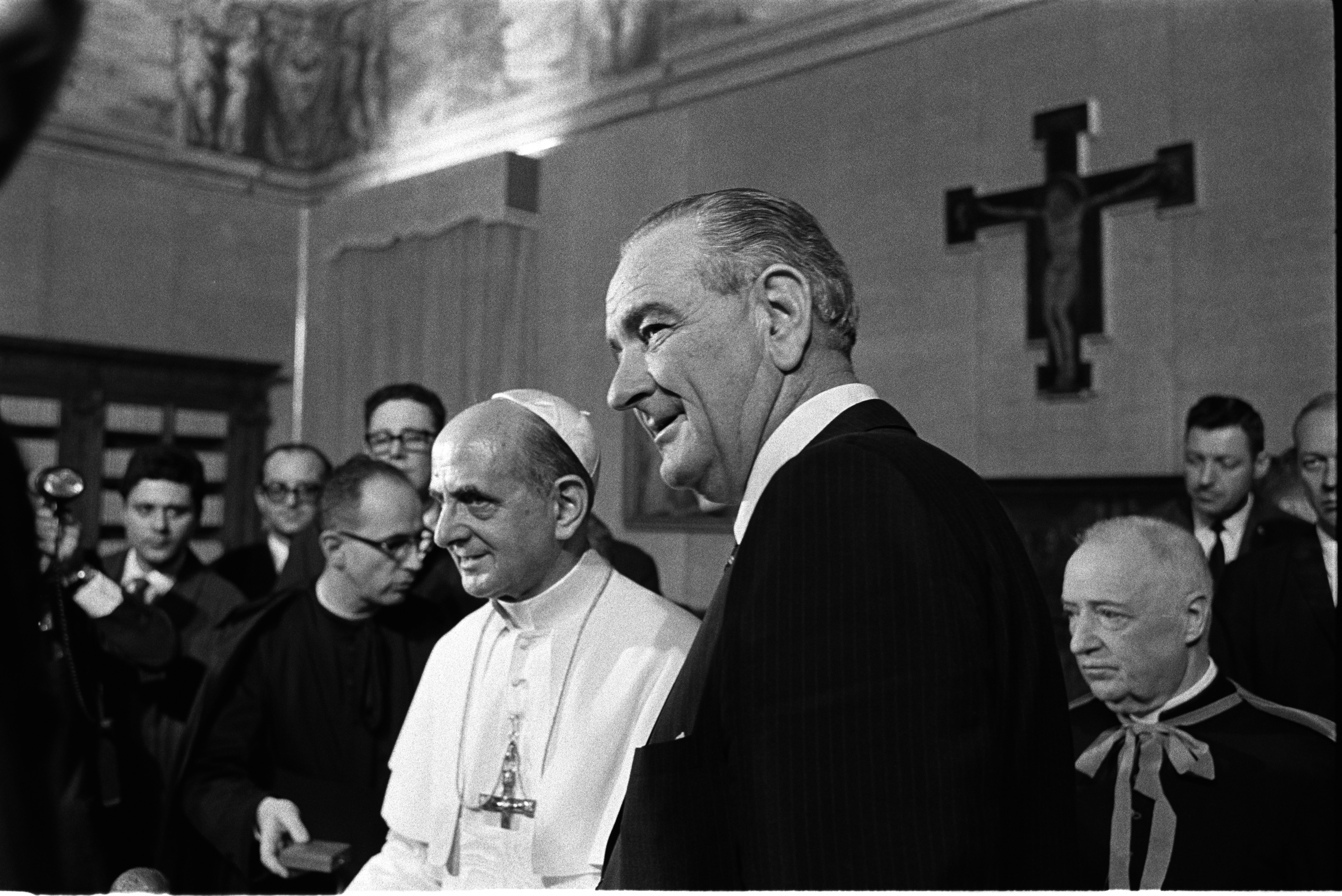
Paolo VI incontra Lyndon B. Johnson in Vaticano, 23 dicembre 1967

Nel suo percorso automobilistico, comprendente anche le strade del quartiere nero di Harlem, Paolo VI fu salutato da milioni di persone. Il suo discorso all’Assemblea delle Nazioni Unite ricevette molti applausi. Il Papa, tuttavia, fu ricevuto all'aeroporto Kennedy di New York soltanto dal sindaco della città e dal segretario generale delle Nazioni Unite U Thant ma da nessun altro rappresentante degli Stati membri. Poté incontrare il presidente degli Stati Uniti Lyndon Johnson soltanto in un albergo e non in un luogo ufficiale. Il suo discorso, inoltre, ricevette numerose critiche per essere andato troppo a fondo su problemi tanto controversi.

### Discorsi simili di altri Papi
In ogni caso, Paolo VI non fu il primo papa a lanciare al mondo appelli di pace. Già nel 1917 Papa Benedetto XV pubblicò una celebre esortazione apostolica indirizzata alle cancellerie delle nazioni belligeranti della prima guerra mondiale. 
Il 24 agosto 1939, Papa Pio XII diffuse il suo Radiomessaggio rivolto ai governanti ed ai popoli nell'imminente pericolo della guerra, contenente la famosa frase «Nulla è perduto con la pace! Tutto può esserlo con la guerra» suggerita, secondo la comune opinione, proprio dall'allora sostituto Segretario di Stato, Giovanni Battista Montini, futuro Paolo VI.
Papa Giovanni XXIII aveva scritto addirittura un'enciclica (Pacem in terris), citata dal suo successore nel discorso all’ONU. Nessuno, però, si era spinto a pronunciare un discorso di pace di persona e di fronte ai rappresentanti della diplomazia e nel più alto consesso mondiale. Il passaggio principale «Mai più la guerra» fu poi inserito in una preghiera per la pace da Giovanni Paolo II il 2 febbraio 1991.
Il discorso di Paolo VI all'ONU fu poi ricordato dallo stesso Giovanni Paolo II nella preghiera dell’Angelus del 16 marzo 2003, nell’imminenza dello scoppio della guerra in Iraq .
Nel cinquantenario del discorso di Paolo VI, il 25 settembre 2015, Papa Francesco rivolgerà all’Onu una richiesta identica: «Basta guerra, negazione di tutti i diritti».